# Sørin Emil Müller

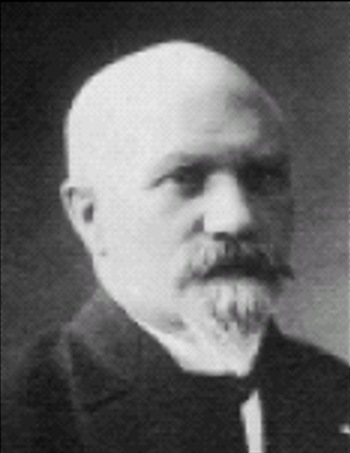
Sørin Emil Müller

Sørin Emil Müller (* 13. Juni 1856 in Tórshavn, Färöer; † 17. Oktober 1922 ebenda) war ein färöischer Kaufmann, Reeder und Politiker.
Sørin Emil ist der Sohn von Hans Christopher Müller und Marin Kristina, geborene Olsen aus Tórshavn. Verheiratet war er mit Margretha, geborene Olsen aus Tórshavn.
Zunächst war Müller beim Amtmaður (dänischer Gouverneur) angestellt, später dann beim Fúti, dem Polizeipräsidenten, bis er schließlich Reeder und Kaufmann wurde.
In den 1890ern baute er ein Lagerhaus am Hafen von Tórshavn, das heute als Müllers Pakkhús ein bekannter Veranstaltungsort für Konzerte und Ausstellungen ist.
1891 bis 1908 war er Mitglied des färöischen Løgtings, ab 1906 als Mitglied der neuen Partei Sambandsflokkurin, der er aber nur bis 1908 angehörte.
1896 bis 1910 gehörte er dem Stadtrat von Tórshavn an, von 1913 bis 1920 war er Bürgermeister der färöischen Hauptstadt. 1900 bis 1901 war Müller auch Chefredakteur der Zeitung Dimmalætting.